# Pseudochromis matahari
Pseudochromis matahari is een straalvinnige vissensoort uit de familie van de dwergzeebaarzen (Pseudochromidae). De wetenschappelijke naam van de soort is voor het eerst geldig gepubliceerd in 2009 door Gill, Erdmann & Allen.